# Cimenterie du Fief d'Argent
La cimenterie du Fief d'Argent est un ensemble industriel, créé en 1919, comprenant une cimenterie, une carrière, et une ancienne usine de chaux. Il est principalement situé dans la partie sud-sud-ouest du territoire de la commune d'Airvault, à proximité de la gare d'Airvault-Gare, et en limite nord-ouest de celui de la commune d'Assais-les-Jumeaux, dans le département des Deux-Sèvres en région Nouvelle-Aquitaine.
Le site actuel est exploité par Ciments Calcia.

## Situation

### Géographique
Le site est établi dans la vallée du Thouet, sur la rive droite de la rivière, en limite de la plaine du Haut-Poitou.

## Histoire
L'origine du site remonte à la création d'une usine à chaux en 1919 par la SA ciments et matériaux du Poitou.